# وزارة الخارجية (بولندا)
وزارة الشؤون الخارجية البولندية هي وزارة في الحكومية البولندية مكلفة بالحفاظ على العلاقات الدولية لبولندا وتنسيق مشاركتها في المنظمات السياسية الدولية والإقليمية مثل الاتحاد الأوروبي والأمم المتحدة.